# Szokolszky Miklós
Szokolszky Miklós (Szombathely, 1942. július 10. – Szombathely, 1982. július 20.) magyar festőművész.

## Pályafutása
Szokolszky Jenő és Bodlaki Irma fiaként született. 1948 és 1956 között a szombathelyi Petőfi Sándor Általános Iskolában tanult, majd 1956 és 1960 között a szombathelyi Savaria Gimnáziumba járt. Rajztanára és mestere Mészáros József volt Derkovits Képzőművészeti Körben, ahol 1958 és 1962 között rajzolt. 1962 és 1965 között a szombathelyi felsőfokú Tanítóképző Intézetben képezte magát, itt Horváth János volt a tanára. 1965-től 1967-ig a pécsi Tanárképző Főiskolán rajzszakos hallgatója volt levelező tagozaton, 1969-től 1972-ig a Magyar Képzőművészeti Főiskolára járt. 
1965-ben házasságot kötött Marics Mariettával. 1967-be belépett a Fiatal Képzőművészek Stúdiójába, 1968-ban egyik alapító tagja volt a Vas Megyei Fiatal Képzőművészek Csoportjának (későbbi Vasi Műhely). 1970-től 1974-ig a Csepregi Általános Iskola, majd 1974-től 1979-ig a kőszegi Jurisits Miklós gimnázium tanára volt. 1972-ben a Magyar Népköztársaság Művészeti Alapjának tagja lett. 1975-ben idegösszeroppanást kapott, házassága is tönkrement. 1978-ban rokkant státuszba került egy évre, 1980-ban a szombathelyi ÁFÉSZ Reklámiroda munkatársa volt másodállásban. 1982 áprilisában házasságot között Martinecz Katalin dekoratőrrel. Három hónappal később önkezével vetett életének.
Gyermekei: Balázs (1970) és Kata (1975).

## Díjak, elismerések
1970: Vas Megyei Felszabadulási Pályázat díja. 

## Egyéni kiállítások
- 1969 • Savaria Múzeum, Szombathely
- 1972 • Művelődési Központ, Zalaszentgrót
- 1974 • Forradalmi Múzeum, Szombathely (gyűjt., kat.).
- 2015 • Vitalitas Galéria, Szombathely

## Válogatott csoportos kiállítások
- 1965-től Vas Megyei Képzőművészek Tavaszi Tárlatai, Szombathely
- 1968-tól Vasi Fiatal Képzőművészek Csoportja kiállításai, Szombathely
- 1974 • Razstavni Salon, Maribor (YU) • Vas Megyei Képzőművészek Kiállítása, Hudózsesztvennaja G., Razgrad (BG).

## Művek közgyűjteményekben
Szombathelyi Képtár, Szombathely.